# Torre di Paolo III
La cosiddetta Torre di Paolo III è stata una caratteristica villa fortificata di proprietà papale situata sul Campidoglio. Costruita nel secolo XVI dall'architetto Iacopo Meleghino per volere di papa Paolo III, è stata demolita nel 1886 in occasione dei lavori di costruzione del Vittoriano. Il nome ufficiale era Palazzo di Aracoeli, ma era chiamata anche Rocca Paolina e Torre Paolina.

## Storia
La Torre era annessa al convento francescano dell'Aracoeli (del quale fu demolita la quasi totalità delle strutture) ed era situata originariamente ai piedi della Basilica dell'Ara Coeli, sul lato nord del colle (rivolto verso via del Corso). La Torre prendeva il suo nome dal pontefice Paolo III, il quale ne aveva deciso la costruzione subito dopo la propria elezione, per rimarcare l'importanza del potere papale sulla città.
Era adibita ad abitazione estiva per il pontefice, ma venne anche usata come residenza cardinalizia per decisione di Giulio III; infine, Sisto V la assegnò definitivamente ai Francescani di Aracoeli.
Nel 1886 fu uno dei primi edifici a essere abbattuti per la costruzione del Monumento a Vittorio Emanuele II (Vittoriano). L'edificio si trovava in posizione dominante l'estremità nord di Via del Corso, appena sopra Palazzetto San Marco (a cui era collegata da un corridoio), e occupava approssimativamente la posizione dell'attuale statua equestre del re. L'abbattimento della Torre e delle storiche strutture attigue vide, all'epoca, lo scambio di aspre polemiche tra numerosi studiosi e intellettuali, non solo italiani.

## Struttura
La Torre era dotata di una caratteristica struttura massiccia di forma approssimativamente cubica, incombente sulla piazza sottostante, come è ben visibile nelle immagini e fotografie antiche del Campidoglio. L'edificio era adiacente a uno dei tre chiostri quattrocenteschi del Convento di Aracoeli, anch'esso demolito.
La Torre era collegata al Palazzetto San Marco (oggi chiamato Palazzetto Venezia e ricostruito, non fedelmente, sul lato opposto di Palazzo Venezia) da un corridoio sopraelevato e sostenuto da alte arcate, costruito anch'esso dal Farnese e noto anche come «arco di S. Marco» (o, popolarmente, «passetto»), che delimitava il lato sud della piazza: anch'esso, comunque, fu abbattuto nei lavori di costruzione del futuro Vittoriano.
I muri esterni della Torre presentavano piccole finestre rettangolari sormontate da arcate cieche, che riprendevano l'andamento delle arcate del non lontano Colosseo; in alto, l'edificio era coronato da una lunga merlatura. Questa "villa fortezza" non era costituita dalla sola torre, ben visibile, ma era dotata anche di loggiato e giardino segreto.
All'interno della struttura si trovavano originariamente ricche decorazioni, andate in gran parte perdute: le uniche opere superstiti, grazie all'interessamento del pittore Filippo Prosperi, sono infatti degli affreschi staccati della scuola di Raffaello (Taddeo Zuccari, Michele da Lucca, forse Perin del Vaga).